# Goldenrod (Florida)
Goldenrod ist ein census-designated place (CDP) in den Countys Orange und Seminole im US-Bundesstaat Florida mit 13.431 Einwohnern (Stand: Volkszählung 2020).

## Geographie
Goldenrod liegt etwa 10 km nordöstlich von Orlando. Der CDP wird von den Florida State Roads 426, 436 und 551 durchquert.

## Demographische Daten
Laut der Volkszählung 2010 verteilten sich die damaligen 12.039 Einwohner auf 5790 Haushalte. Die Bevölkerungsdichte lag bei 1796,9 Einw./km². 77,6 % der Bevölkerung bezeichneten sich als Weiße, 9,2 % als Afroamerikaner, 0,4 % als Indianer und 3,0 % als Asian Americans. 6,5 % gaben die Angehörigkeit zu einer anderen Ethnie und 3,3 % zu mehreren Ethnien an. 22,2 % der Bevölkerung bestand aus Hispanics oder Latinos.
Im Jahr 2010 lebten in 25,3 % aller Haushalte Kinder unter 18 Jahren sowie 20,2 % aller Haushalte Personen mit mindestens 65 Jahren. 53,3 % der Haushalte waren Familienhaushalte (bestehend aus verheirateten Paaren mit oder ohne Nachkommen bzw. einem Elternteil mit Nachkommen). Die durchschnittliche Größe eines Haushalts lag bei 2,30 Personen und die durchschnittliche Familiengröße bei 2,93 Personen.
23,5 % der Bevölkerung waren jünger als 20 Jahre, 35,1 % waren 20 bis 39 Jahre alt, 24,8 % waren 40 bis 59 Jahre alt und 16,6 % waren mindestens 60 Jahre alt. Das mittlere Alter betrug 33 Jahre. 52,4 % der Bevölkerung waren männlich und 47,6 % weiblich.
Das durchschnittliche Jahreseinkommen lag bei 34.007 $, dabei lebten 24,0 % der Bevölkerung unter der Armutsgrenze.
Im Jahr 2000 war Englisch die Muttersprache von 82,66 % der Bevölkerung, spanisch sprachen 15,78 % und 1,46 % hatten eine andere Muttersprache.